# بحيرة مورين

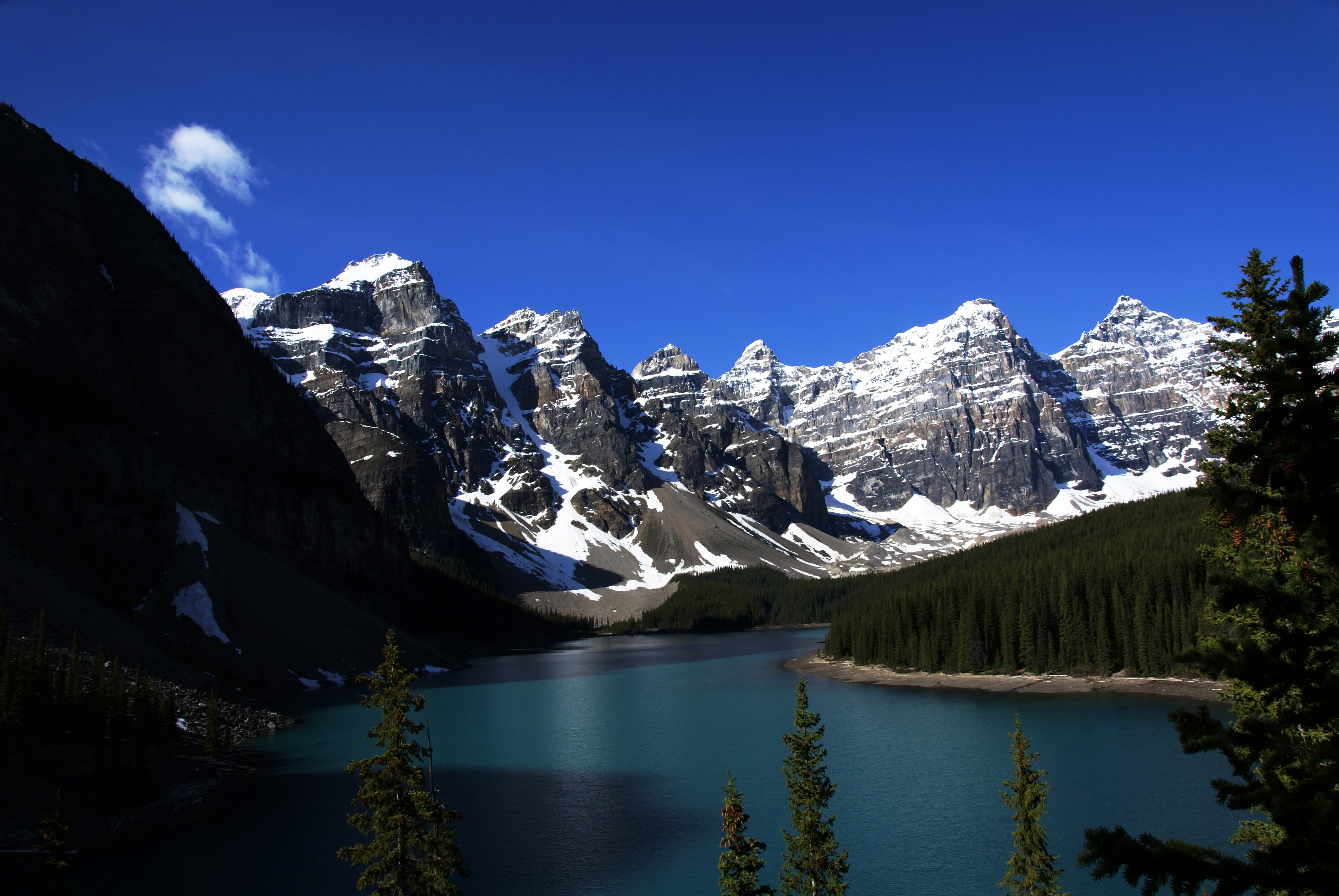
بحيرة مورين

بحيرة مورين تقع في منتزه بانف الوطني في منطقة البرتا الكندية، وتقع في وادي القمم العشر على ارتفاع 1885 م ومساحة البحيرة تقدر بـنصف كيلومتر مربع، وتتغذى البحيرة من ذوبان الجليد عن سلسلة جبال روكي.
أما سبب ظهور لون البحيرة باللون الأزرق الفاتح (السماوي) هو لانعكاس الضوء على الصخور الموجودة في قاع البحيرة.

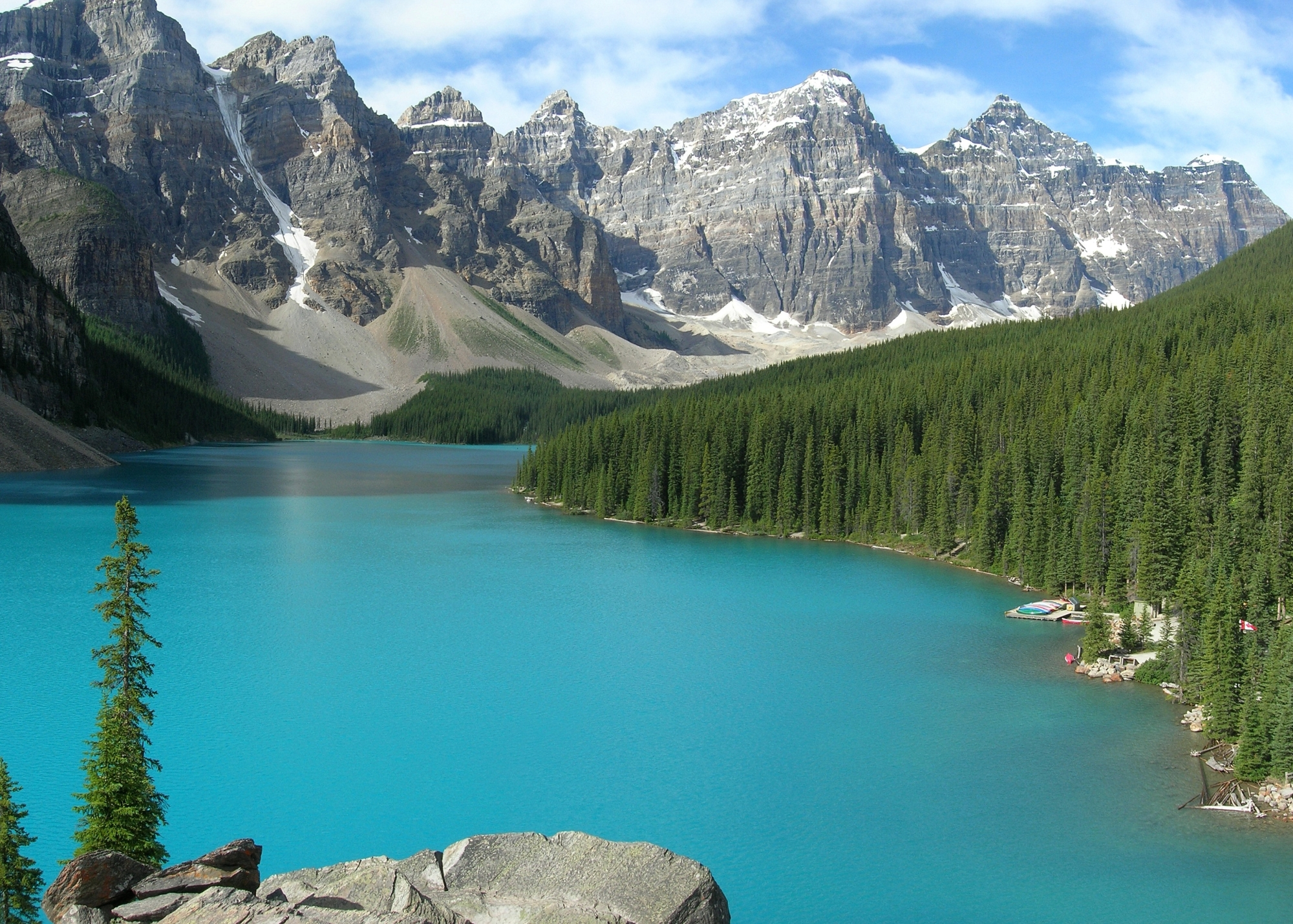
بحيرة مورين